# Rittergut Sachs

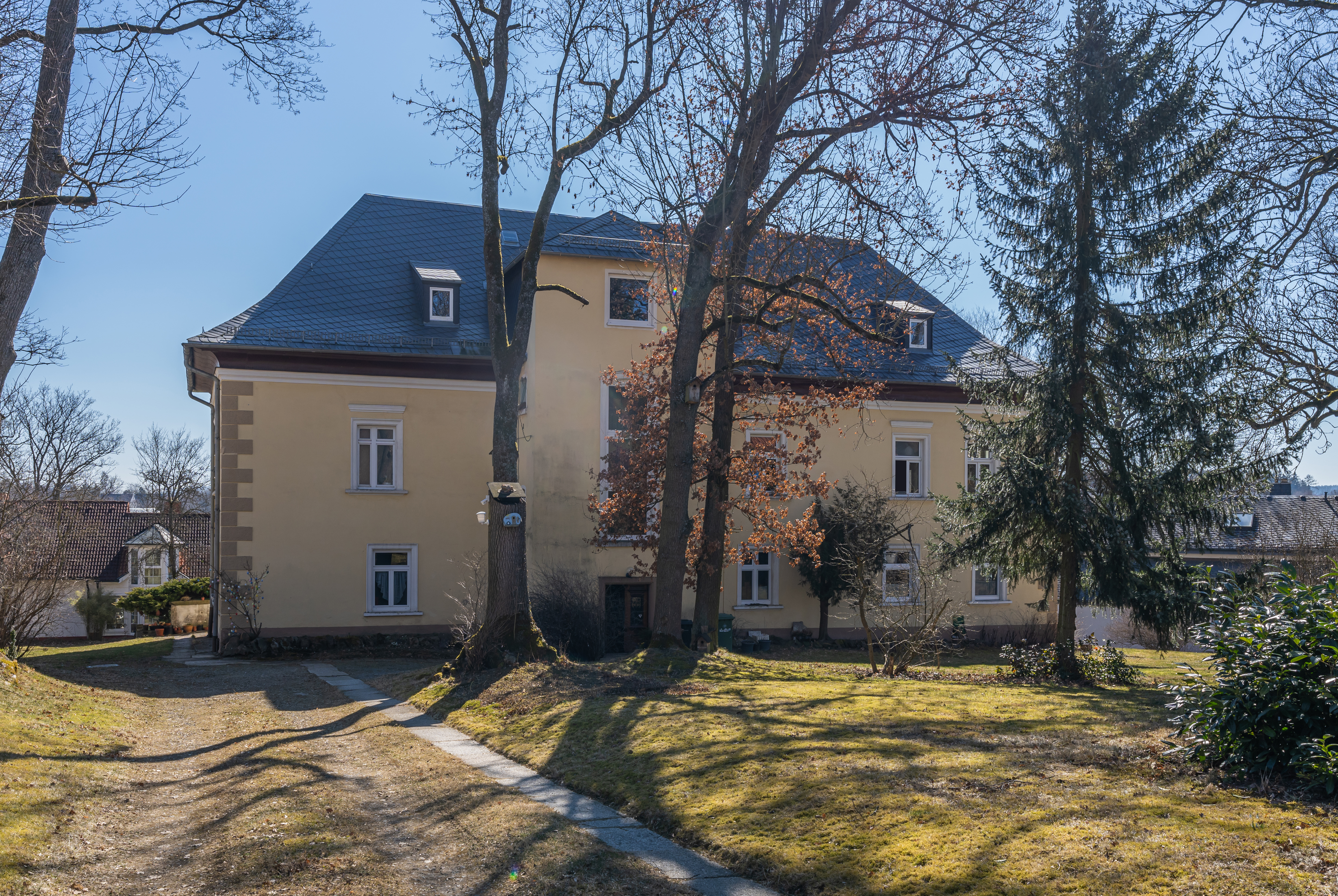
Gebäudeansicht von 2022

Das Rittergut Sachs war ein Rittergut der Gemarkung Moschendorf in Krötenbruck, heute ein Stadtteil von Hof in Oberfranken.

## Geschichte und Baubeschreibung
Das Rittergut wurde vermutlich als Vorwerk des Sitzes der Kotzauer in Moschendorf erbaut. Zu den weiteren Besitzern zählten die ortsadeligen Familien Prückner und Feilitzsch. Der heutige zweigeschossige Bau mit Putzgliederungen, Walmdach, Zwerchgiebel und Altane sowie einem rückseitigen Treppenhausturm stammt aus der zweiten Hälfte des 17. Jahrhunderts und wurde im 19. Jahrhundert verändert. An das ehemalige Rittergut erinnert die Straßenbezeichnung Am Gut Sachs.